# Djupetjärnen, Västergötland
Djupetjärnen är en sjö i Härryda kommun i Västergötland och ingår i Kungsbackaåns huvudavrinningsområde.